# التعاقد السلوكي
التعاقد السلوكي : «الاتفاقية السلوكية» ويقوم هذا الاسلوب على فكرة ان من الأفضل للفرد ان يحدد بنفسه التغيير السلوكي المرغوب، ويتم من خلال عقد يتم بين الطرفين يحصل بمقتضاه كل واحد منهما على شي من الاجر مقابل ما يعطيه له.
ويعتبر العقد امتداد لمبادى التعليم من خلال إجراء يتعزز بموجبه سلوك محدد مقدما حيث يحدد التعزيز في شكل مادي ملموس أو مكافاة له.